# Сонхва
Пак Сонхва (кор. 박성화, 朴星化, нар. 3 квітня 1998) — південнокорейський репер, співак і учасник бой-бенду Ateez, що керується компанією KQ Entertainment.

## Життєпис

### Ранні роки
Пак Сонхва є молодшою дитиною в сім'ї, має старшого брата. Відвідував Мьоншинську середню школу. Прожив в Австралії близько чотирьох місяців, коли навчався у п'ятому класі початкової школи.  У старшій школі перебував у танцювальному гуртку та у волонтерському клубі, а також брав участь у багатьох студентських активностях.  Був членом танцювальної команди Rhytm Company.

### До дебюту
У 2017 році проходив прослуховування для участі у Mix Nine — шоу на виживання від JTBC, але не пройшов.
У 2018 році KQ Entertainment представили гурт стажерів під ім'ям KQ Fellaz і випустили серію відео на свій офіційний Ютуб-канал про подорож майбутніх артистів до Лос-Анджелеса для тренування своїх танцювальних навичок. Перший відеовиступ гурту випустили 18 травня 2018 року, в якому всі вісім учасників вперше виконали денс кавер на пісню «Pick It Up», репера Famous Dex. 26 червня 2018 року KQ Entertainment випустили перший з трьох тизерів до нового реаліті-шоу.  3 липня 2018 року було випущено другий тизер, де також уперше з'явилася назва групи: ATEEZ.  Реаліті-шоу назвали Code Name is Ateez. 13 липня 2018 року було викладено останній тизер, де показали заставку шоу. Прем'єра відбулася 20 липня на Mnet.

## Кар'єра

### 2018: дебют з ATEEZ
24 жовтня 2018 року Ateez представили свій дебютний мініальбом Treasure EP.1: All to Zero, разом з двома титульними синглами: «Pirate King» (кор. 해적왕, Haejeogwang]) та «Treasure». Того ж дня Ateez провели свій дебютний шоукейс, а їхнє перше музичне шоу відбулось 25 жовтня на M Countdown, де вони виступили з піснею «Pirate King». За продажами Treasure EP.1: All to Zero досяг 7-го місця у південнокорейському чарті Gaon Albums, продавши 23 644 копії на момент 2018 року.

### 2020—2021: Телевізійна драма «Імітація»
16 жовтня 2020 року майбутня естрадна драма KBS «Імітація» оголосила про зірковий склад акторів-ідолів. Сонхва зіграв Сейона, учасника та лідера групи Sparkling. Перший епізод вийшов в ефір 7 травня 2021 року, а 12-й, останній, епізод вийшов в ефір 23 липня 2021 року.

### Японський дебют
10 листопада випустили японську дебютну пісню гурту — «Utopia» та кліп до неї, а 4 грудня Ateez випустили свій дебютний японський альбом Treasure EP. EXTRA: Shift The Map.
24 березня 2021 року гурт випустив перший повноцінний японський альбом Into the A to Z з головним треком «Still here».

## Дискографія

### Написання пісень
Дані наведено згідно KOMCA.
| Рік  | Виконавець      | Пісня  | Альбом                     | Участь |
| ---- | --------------- | ------ | -------------------------- | ------ |
| 2019 | Ateez           | «From» | Treasure Ep.2: Zero to one | Текст  |
| 2023 | Хонджун, Сонхва | «MATZ» | The World Ep.Fin: Will     | Текст  |

### Кавери
- Lauv — «The Story Never Ends»[10]
- Pink Sweat$ — «At My Worst»[11]
- Troye Sivan — «Angel Baby»[12]